# Steve Abana
Steve William Abana (* 1969) ist ein Politiker der Salomonen.

## Biografie
Nach dem Schulbesuch studierte er an der University of the South Pacific tropische Landwirtschaft und schloss dieses Studium mit einem Diplom ab. Im Anschluss war er Geschäftsführer des Unternehmens Anolpha Enterprises.
Seine politische Laufbahn begann Abana als Kandidat der Democratic Party mit der Wahl zum Abgeordneten des Parlaments, in dem er seit dem 5. April 2006 nach seiner Wiederwahl 2010 den Wahlkreis Fataleka in der Provinz Malaita vertritt. Dor war er zunächst von Mai bis Juni 2006 Mitglied des Gesetzes- und Gesetzgebungsausschusses und anschließend von Juni bis Oktober Mitglied des Ausschusses für öffentliche Haushalte.
Am 16. Oktober 2006 wurde er von Premierminister Manasseh Sogavare als Minister für Nationale Planung und Hilfekoordination erstmals in eine Regierung berufen und gehörte Sogavares Kabinett bis zum 10. November 2007 an. Am 21. Dezember 2007 berief ihn Premierminister Derek Sikua wieder zum Minister für Nationale Planung und Hilfekoordination.
Bei den Parlamentswahlen im August 2010 erlangte seine Democratic Party die Mehrheit der Wählerstimmen und 11 der 50 Parlamentssitze. Nach dem Wahlsieg wurde er als möglicher Kandidat für das Amt des Premierministers angesehen. Zum Premierminister wurde allerdings der frühere Außenminister Danny Philip vom Parlament zum Premierminister gewählt. Abana selbst wurde daraufhin Oppositionsführer und ist als solcher zugleich Premierminister und Minister für den öffentlichen Dienst im Schattenkabinett.